# Camponotus consectator
Camponotus consectator är en myrart som först beskrevs av Smith 1858.  Camponotus consectator ingår i släktet hästmyror, och familjen myror. Inga underarter finns listade.